# Dohul
Dohul är en ö i Eritrea.   Den ligger i regionen Norra rödahavsregionen, i den nordöstra delen av landet, 100 km nordost om huvudstaden Asmara. Arean är 11,3 kvadratkilometer.
Terrängen på Dohul är mycket platt. Öns högsta punkt är 13 meter över havet. Den sträcker sig 3,8 kilometer i nord-sydlig riktning, och 6,1 kilometer i öst-västlig riktning.